# Jakob Grob
Jakob Grob (ur. 28 marca 1939 w Obstalden) – szwajcarski wioślarz, brązowy medalista igrzysk olimpijskich.

## Kariera
Wystąpił na igrzyskach olimpijskich w Meksyku w 1968, gdzie osada Szwajcarii w składzie: Denis Oswald, Hugo Waser, Peter Bolliger, Jakob Grob i Gottlieb Fröhlich (sternik) zdobyła brązowy medal w czwórkach ze sternikiem. W wyścigu finałowym o 3,42 sekundy przegrali z osadą Nowej Zelandii i o 0,84 sekundy z osadą NRD. Był to jego jedyny start olimpijski.